# يولاندا كيومو
يولاندا كيومو (بالإنجليزية: Yolanda Cuomo)‏ هي مصممة وفنانة ومؤلفة أمريكية، ولدت في 7 يونيو 1957 في جيرسي سيتي في الولايات المتحدة.

## وصلات خارجية
- الموقع الرسمي
- يولاندا كيومو على موقع ميوزك برينز (الإنجليزية)